# Alamdanga
Alamdanga è un sottodistretto (upazila) del Bangladesh situato nel distretto di Chuadanga, divisione di Khulna. Si estende su una superficie di 360,40 km² e conta una popolazione di 345.922 abitanti (dato censimento 2011).